# 岑述
岑述（？—？），字元儉，三國時期蜀漢官吏，曾任司鹽校尉。

## 生平
公元231年（建興九年）春，諸葛亮率軍北伐，李嚴負責後勤補給。夏秋之季，正逢陰雨連綿，糧草運輸供應不上，李嚴派參軍狐忠、督軍成藩傳話給諸葛亮，讓他撤軍，諸葛亮得到信後答應退兵。北伐大軍退還後，李嚴弄虛作假，打算殺死督運領岑述以頂替過失，又上奏劉禪誣陷諸葛亮，諸葛亮等人上奏後主劉禪請求罷黜李嚴，諸葛亮出具其前後手筆書疏，李嚴辭窮情竭，被撤職後安置梓潼。
留府長史張裔與司鹽校尉岑述不和，積怨成恨。諸葛亮寫信給張裔說：“你從前兵敗，我為此費心，食不知味，後你被綁送東吳流離他鄉，我為此悲傷嘆息，寢不安席；直到你返回季漢，給予你重任，一起輔佐朝廷，我認為和你的相處已經能稱得上古人所說的‘石交’了。石交之道，就是為了朋友的利益可以舉薦自己的仇敵，為表明內心可以割下自己的骨肉，都不會有所推辭。何況岑述是我所信任的人，你怎麼不能容忍他呢？”